# Таганрогский завод пчеловодного инвентаря
Таганрогский завод пчеловодного инвентаря — промышленное предприятие в Таганроге, первый завод в СССР, специализировавшийся на производстве пчеловодного инвентаря.

## Названия завода
- с 1917 по 1925 — Таганрогское окружное товарищество пчеловодов
- с 1925 по 1930 — Фабрика по производству пчеловодного инвентаря
- с 1930 по 1958 — Завод пчеловодного инвентаря
- с 1958 по 1980 — Таганрогский механический завод пчелинвентаря
- с 1980 по 1990 — Таганрогский опытно-механический завод пчеловодного инвентаря и пчелопродукции
- с 1990 по наст. время — ОАО «ОМЗПиП»

## История
23 декабря 1917 года в Таганроге было основано Таганрогское окружное товарищество пчеловодов, сыгравшее огромную роль в деле развития пчеловодства страны. Позднее, в 1925 году, разрозненные мастерские и другие самостоятельные товарищества были объединены и стали называться Фабрикой по производству пчеловодного инвентаря
Корпуса завода занимали небольшую территорию на углу Смирновского переулка и Октябрьской улицы по адресу ул. Октябрьская 29.
В 1990-е годы производство было перенесено на окраину города, в район Поляковского шоссе.